# صرصور
الصرصور أو بنت وردان أو بلاتاريا (الاسم العلمي: Blattaria) هو رتيبة من الحشرات تتبع رتبة الصرصوريات التي تتضمن أيضاً الأَرَضات، يوجد قرابة 4600 نوع من الصراصير منها 30 نوع فقط يتغذى على غذاء الإنسان و4 أنواع فقط تعرف بكونها آفة. ينتشر الصرصور في كافة أنحاء العالم وهو من الحشرات التي تستطيع التكيف بمختلف أنواع المناخ، سواء في المناطق الاستوائية الحارة أو المناطق القطبية الباردة، الأنواع الاستوائية هي الأكبر حجماً من مثيلاتها.
الصراصير هي مجموعة قديمة، يعود تاريخها على الأقل إلى العصر الكربوني، منذ حوالي 320 مليون سنة. ومع ذلك، فقد كان هؤلاء الأسلاف الأوائل يفتقرون إلى المستوعبات الداخلية للصراصير الحديثة. الصراصير عبارة عن حشرات معممة إلى حد ما بدون تكيفات خاصة مثل أجزاء الفم الماصة من حشرات المن وغيرها من الحشرات نصفيات الأجنحة. لديهم أجزاء فم تمضغ ومن المحتمل أن يكونوا من بين أكثر الحشرات الحية نيوبتران بدائية.
بعض الأنواع، مثل الصرصور الألماني المجتمعي، لديها بنية اجتماعية معقدة تتضمن المأوى المشترك، والاعتماد الاجتماعي، ونقل المعلومات، والتعرف على الأقارب. ظهرت الصراصير في الثقافة البشرية منذ العصور القديمة الكلاسيكية. يتم النظر اليها على أنها آفات قذرة، على الرغم من أن غالبية الأنواع غير مؤذية وتعيش في مجموعة واسعة من المساكن حول العالم.

## التصنيف والتطور

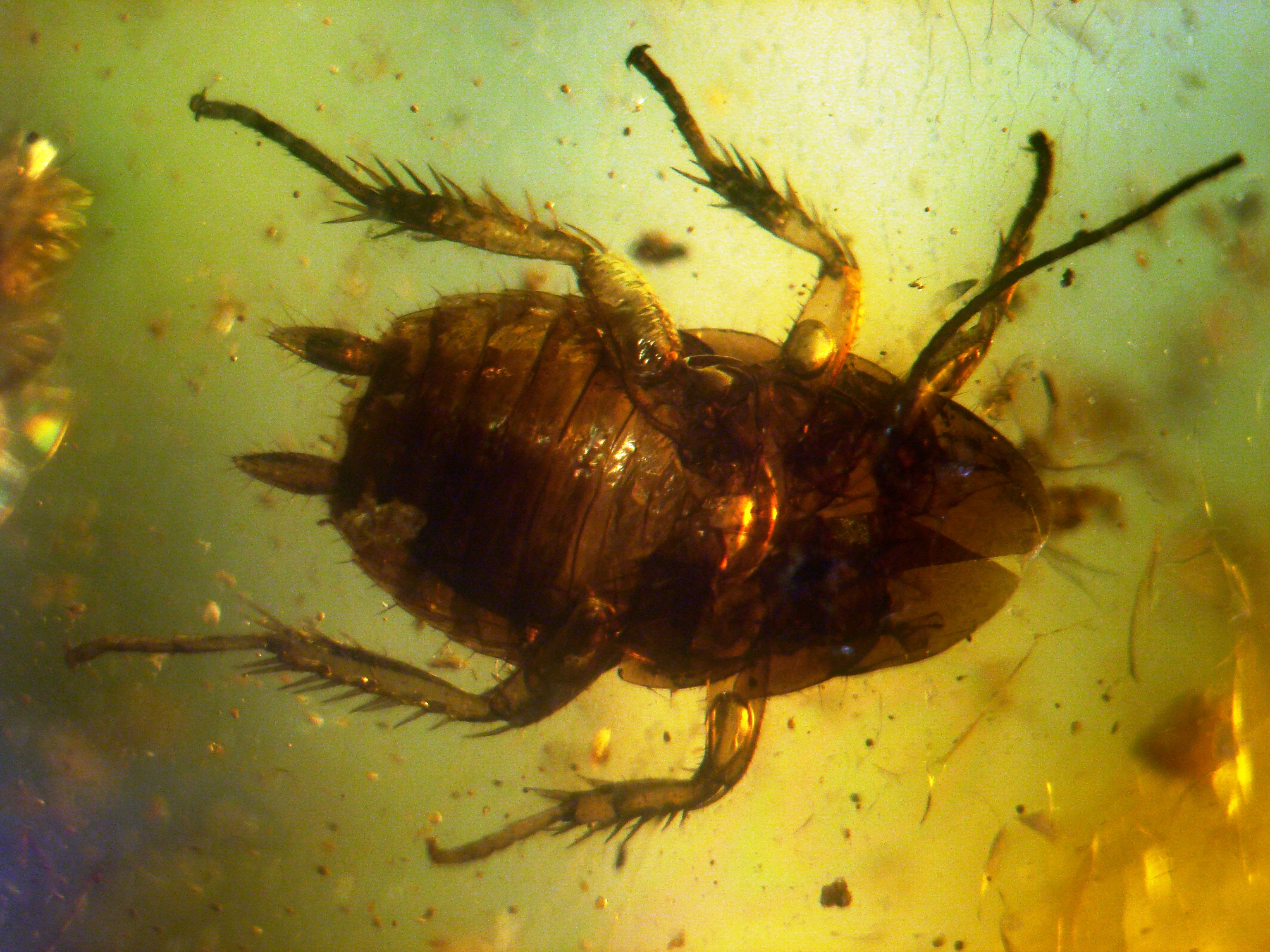
صرصور عمره 40 إلى 50 مليون سنة في كهرمان البلطيق (إيوسين)

الصراصير هي من صنف الصرصوريات، والتي تشمل أيضا النمل الأبيض، وهي مجموعة من الحشرات التي كان يُعتقد في السابق أنها منفصلة عن الصراصير. حاليًا، تم وصف 4600 نوع وأكثر من 460 جنسًا في جميع أنحاء العالم. يأتي اسم «الصرصور» من الكلمة الإسبانية التي تعني الصرصور، وهي cucaracha ، والتي تحولت في عام 1620 من أصل الكلمة الإنجليزية الشعبية إلى "cock" و "roach". اشتق الاسم العلمي من الكلمة اللاتينية blatta ، وهي «حشرة تتجنب الضوء»، والتي تم تطبيقها في اللاتينية الكلاسيكية ليس فقط على الصراصير، ولكن أيضًا على سراعيف مصلية.
تاريخيًا، تم استخدام اسم Blattaria إلى جانب اسم Blattodea ، ولكن تم استخدام الاسم الأول للإشارة إلى الصراصير «الحقيقية» بشكل حصري، بينما الاسم الأخير يشمل أيضًا النمل الأبيض. يستخدم الكتالوج الحالي لأنواع الصراصير العالمية اسم Blattodea للفصيلة بشكل عام. يستخدم اسم آخر، صرصوريات الأجنحة، أحيانًا للإشارة إلى أقارب الصراصير المنقرضة. تعود أقدم الأحافير الشبيهة بالصراصير ("blattopterans" أو "Roachids") إلى العصر الكربوني قبل 320 مليون سنة، وكذلك حوريات الروشويد الأحفورية.
منذ القرن التاسع عشر، اعتقد العلماء أن الصراصير كانت مجموعة قديمة من الحشرات التي لها أصل ديفوني، وفقًا لإحدى الفرضيات. الصرصور الأحفوري الذي عاش خلال تلك الفترة يختلف عن الصراصير الحديثة في أن لديهم مسرأ خارجية طويلة وهم أسلاف فرس النبي، فضلا عن الصراصير الحديثة. نظرًا لعدم حفظ الجسم والأجنحة الخلفية وأجزاء الفم في الحفريات بشكل متكرر، فإن العلاقة بين هذه الصراصير والصراصير الحديثة لا تزال محل خلاف. ظهرت الحفريات الأولى للصراصير الحديثة ذات المستحلبات الداخلية في أوائل العصر الطباشيري. يشير تحليل حديث للتطور إلى أن الصراصير نشأت على الأقل في العصر الجوراسي. تشمل صراصير المجموعة الجذعية من الدهر الوسيط الشائع البلاتوديا وميزوبلاتينيدا.
كان النمل الأبيض يُنظر إليه سابقًا على أنه نوع منفصل عن الصراصير أرضة. ومع ذلك، تشير الأدلة الجينية الحديثة بقوة إلى أنها تطورت مباشرة من صراصير «حقيقية»، ويصنفها العديد من المؤلفين الآن على أنها «فصيلة» من فصيلة بلاتوديا. دعم هذا الدليل فرضية اقترحت في عام 1934 أن النمل الأبيض يرتبط ارتباطًا وثيقًا بالصراصير الآكلة للخشب (جنس كريبتوكركس). استندت هذه الفرضية في الأصل على التشابه بين سوط الأمعاء التكافلية في النمل الأبيض الذي يُنظر إليه على أنه حفريات حية وصراصير آكلة للخشب. ظهرت أدلة إضافية عندما لاحظ ف أ ماكيرتنيك سنة (1965) خصائص مورفولوجية مماثلة بين بعض النمل الأبيض وحوريات الصراصير. وقد أدت أوجه التشابه بين هذه الصراصير والنمل الأبيض ببعض العلماء إلى تصنيف النمل الأبيض كصنف فرعي داخل نظام بلاتوديا. اتخذ علماء آخرون نهجًا أكثر تحفظًا، واقترحوا الاحتفاظ بالنمل الأبيض باعتباره أرضة مثل هذا الإجراء يحافظ على تصنيف النمل الأبيض على مستوى الأسرة وما دون.

## وصف

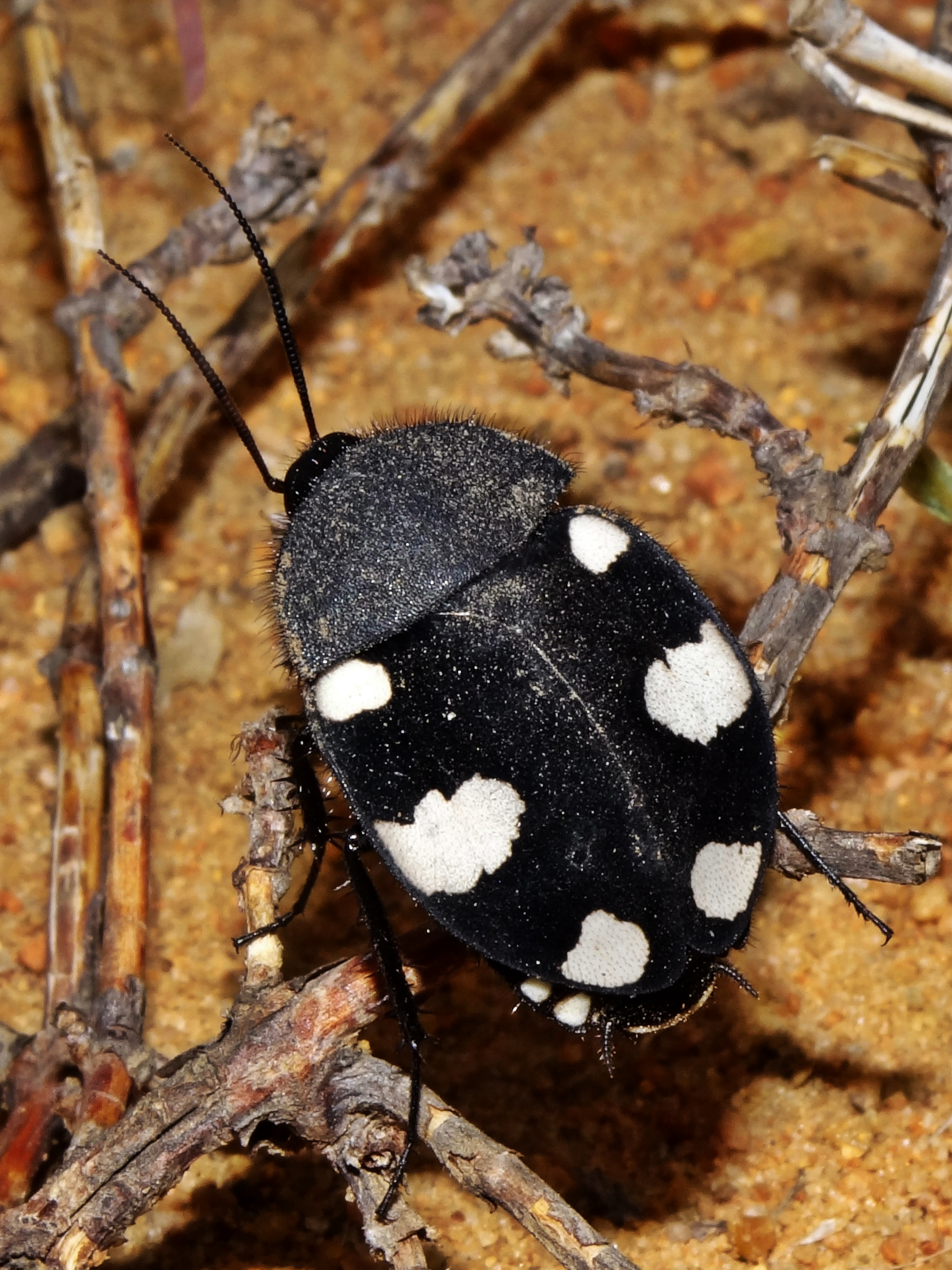
صرصور الدومينو او صرصور سباعي الترقيط ، يوجد عادة في الهند

يبلغ حجم معظم أنواع الصراصير حجم الإبهام تقريبًا، لكن العديد من الأنواع أكبر. أثقل صرصور في العالم هو الصرصور الأسترالي العملاق الذي يختبئ في الجحور، والذي يمكن أن يصل إلى 9 سنتيمتر (3.5 بوصة) في الطول ويزن أكثر من 30 غرام (1 أونصة). يشبه الصرصور العملاق في أمريكا الوسطى Blaberus giganteus في الحجم. أطول أنواع الصراصير هي Megaloblatta longipennis والتي يمكن أن تصل إلى 97 مليمتر (3.8 بوصة) في الطول و 45 مليمتر (1.8 بوصة). يوجد نوع في أمريكا الوسطى والجنوبية يبلغ طول جناحيها الأكبر 185 مليمتر (7.3 بوصة).

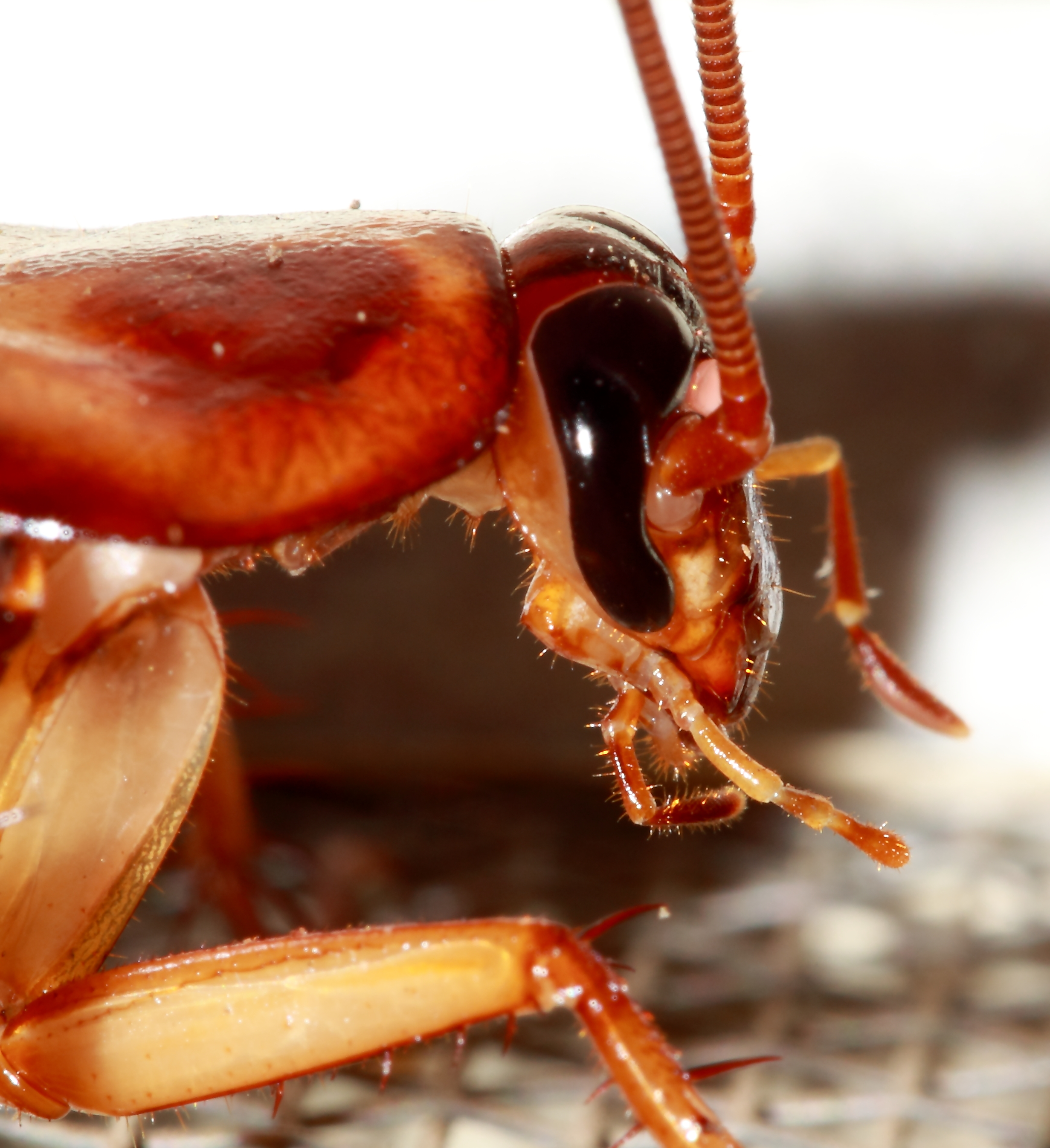
رأس صرصور أمريكي

الصراصير هي حشرات معممة، مع القليل من التكيفات الخاصة، وقد تكون من بين أكثر الحشرات النوبتيرية الحية بدائية. لديها رأس صغير نسبيًا وجسم عريض مسطح، ولون معظم الأنواع بني محمر إلى بني غامق. لديهم عيون مركبة كبيرة، وقرني استشعار طويلين. تقع أجزاء الفم على الجانب السفلي من الرأس وتشمل الفك السفلي المعمم للمضغ والغدد اللعابية ومستقبلات اللمس والتذوق المختلفة.
ينقسم الجسم إلى صدر من ثلاثة أجزاء وبطن من عشرة أجزاء. السطح الخارجي لديه هيكل خارجي صلب يحتوي على كربونات الكالسيوم ويحمي الأعضاء الداخلية ويوفر مرفق للعضلات. وهي مغطاة بالشمع لصد الماء. الأجنحة متصلة بالجزء الصدري الثاني والثالث. يكون الزوج الأول من الأجنحة، صلب ووقائي، وتقع كدرع على قمة الأجنحة الخلفية الغشائية، والتي تستخدم في الطيران. تحتوي جميع الأجنحة الأربعة على عروق طولية متفرعة وأوردة متقاطعة متعددة.
الأزواج الثلاثة من الأرجل متينة، ولكل منها ذرة كبيرة وخمسة مخالب. وهي متصلة بكل من الأجزاء الصدرية الثلاثة. الأرجل الأمامية هي الأقصر والأرجل الخلفية هي الأطول، مما يوفر القوة الدافعة الرئيسية للحشرة. تم اعتبار العمود الفقري على الساقين حسيًا في وقت سابق، لكن الملاحظات حول مشية الحشرة على الرمال والشبكات السلكية أظهرت أنها تساعد في الحركة على التضاريس الصعبة. تم استخدام الهياكل كمصدر إلهام للأرجل الروبوتية.
يحتوي البطن على عشرة أجزاء، لكل منها زوج من الفتحات للتنفس. الجزء العاشر يحمل زوجًا من قرن شرجي، وزوجًا من أنماط الشرج، والشرج والأعضاء التناسلية الخارجية. الذكورتفرز من خلالها الحيوانات المنوية أثناء الجماع والإناث يكون لتخزين الحيوانات المنوية وحامل البيض من خلالها.

## توزيع والسكن
توجد الصراصير بكثرة في جميع أنحاء العالم وتعيش في مجموعة واسعة من البيئات، خاصة في المناطق الاستوائية وشبه الاستوائية. يمكن أن تتحمل الصراصير درجات حرارة منخفضة للغاية، مما يسمح لها بالعيش في القطب الشمالي. بعض الأنواع قادرة على تحمل درجات حرارة تصل إلى −122 °م (−188 °ف) عن طريق تصنيع مضاد للتجمد مصنوع من الجلسرين. في أمريكا الشمالية، تم تقسيم 50 نوعًا إلى خمس عائلات في جميع أنحاء القارة. تم العثور على 450 نوعًا في أستراليا. فقط حوالي أربعة أنواع منتشرة تعتبر آفات.
تحتل الصراصير مجموعة واسعة من الموائل. يعيش الكثيرون في نفايات الأوراق، بين سيقان النباتات المتعفنة، في الخشب المتعفن، في الثقوب في جذوع الأشجار، في التجاويف تحت اللحاء، تحت أكوام جذوع الأشجار وبين الحطام. يعيش البعض في مناطق قاحلة وقد طوروا آليات للبقاء على قيد الحياة دون الوصول إلى مصادر المياه. البعض الآخر من مائية، ويعيش بالقرب من سطح المسطحات المائية، بما في ذلك بروميلية، والغوص بحثًا عن الطعام. معظم هؤلاء يتنفسون عن طريق ثقب سطح الماء بطرف البطن الذي يعمل كمنشاق، لكن البعض يحمل فقاعة من الهواء تحت درع الصدر عندما يغطس. يعيش البعض الآخر في مظلة الغابة حيث قد يكونون أحد الأنواع الرئيسية لللافقاريات الموجودة. هنا قد يختبئون خلال النهار في الشقوق، بين الأوراق الميتة، في أعشاش الطيور والحشرات أو بين النباتات الهوائية، التي تظهر في الليل لتتغذى.

## سلوك

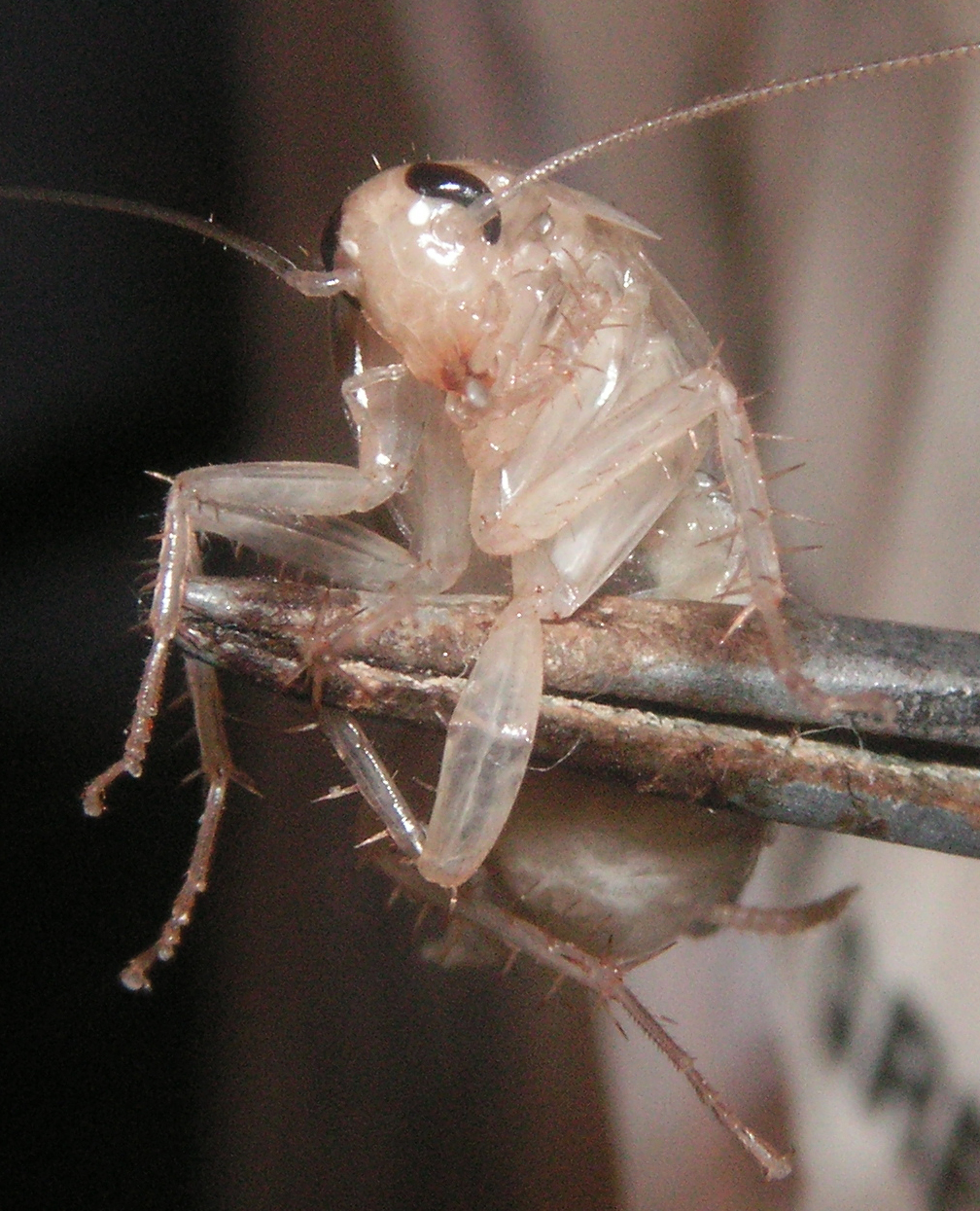
صرصور بعد فترة وجيزة من الانسلاخ

الصراصير حشرات اجتماعية. عدد كبير من الأنواع إما إجتماعي أو تميل إلى التجمع، وعدد أقل قليلاً يعرض رعاية الوالدين. كان يُعتقد أن الصراصير تتجمع لأنها تتفاعل مع الإشارات البيئية، ولكن يُعتقد الآن أن الفيرومونات متورطة في هذه السلوكيات. تفرز بعض الأنواع هذه في برازها مع وجود المتعايشات الميكروبية في الأمعاء، بينما يستخدم البعض الآخر الغدد الموجودة في الفك السفلي. قد تمكن الفيرومونات التي تنتجها البشرة الصراصير من التمييز بين مجموعات مختلفة من الصراصير عن طريق الرائحة. تمت دراسة السلوكيات المعنية في عدد قليل فقط من الأنواع، لكن الصراصير الألمانية تترك مسارات برازية مع تدرج الرائحة. تتبع الصراصير الأخرى مثل هذه المسارات لاكتشاف مصادر الطعام والماء، وأماكن اختباء الصراصير الأخرى. وهكذا، فإن الصراصير لها سلوك ناشئ، حيث ينشأ سلوك المجموعة أو السرب من مجموعة بسيطة من التفاعلات الفردية.
يمكن أيضًا تنظيم الإيقاعات اليومية من خلال مجموعة معقدة من الضوابط الهرمونية التي تم فهم مجموعة فرعية صغيرة منها فقط. في عام 2005، تم عزل دور أحد هذه البروتينات، وهو عامل تشتت الصبغة (PDF)، ووجد أنه الوسيط الرئيسي في إيقاعات الساعة البيولوجية للصرصور.
تتكيف أنواع الآفات بسهولة مع مجموعة متنوعة من البيئات، ولكنها تفضل الظروف الدافئة الموجودة داخل المباني. تفضل العديد من الأنواع الاستوائية البيئات الأكثر دفئًا. تعد الصراصير ليلية بشكل رئيسي  وتهرب عند تعرضها للضوء. الاستثناء من ذلك هو الصرصور الآسيوي، الذي يطير غالبًا في الليل ولكنه ينجذب إلى الأسطح المضاءة بألوان زاهية والألوان الباهتة.

### اتخاذ القرار الجماعي
تظهر الصراصير الجماعية اتخاذ القرار الجماعي عند اختيار مصادر الغذاء. عندما يستغل عدد كافٍ من الأفراد («النصاب») مصدرًا للطعام، فإن هذا يشير إلى الصراصير الوافدة الجديدة إلى أنه ينبغي عليهم البقاء هناك لفترة أطول بدلاً من المغادرة إلى مكان آخر. تم تطوير نماذج رياضية أخرى لشرح ديناميكيات التجميع والاعتراف المحدد.
التعاون والمنافسة متوازنان في سلوك اتخاذ القرار الجماعي.
يبدو أن الصراصير تستخدم جزأين فقط من المعلومات لتقرر إلى أين تذهب، أي مدى الظلام وعدد الصراصير الأخرى الموجودة. استخدمت دراسة روبوتات بحجم الصرصور معطرة بشكل خاص والتي تبدو حقيقية للصراصير لإثبات أنه بمجرد وجود حشرات كافية في مكان لتشكيل كتلة حرجة، قبلت الصراصير القرار الجماعي بشأن مكان الاختباء، حتى لو كان هذا غير عادي. مكان مضاء.

## العلاقة مع البشر

### الابحاث
بسبب كون الصرصر من الحشرات الأكثر الملاحظة، فهو يتم إستخدامه في أبحاث المختبرات، سواء في العلوم العصبية وطب الغدد الصماء التناسلية والعقم وأبحاث السلوك الاجتماعي. كذلك أستخدم في أبحاث الفيرومون الجنسي وأبحاث الساعة البيولوجية والسلوك البيئي.

### آفات
هنالك حوالي 30 نوعا من الصراصر تتغذى على أطعمة البشر، البعض منها يلوث الطعام وينقل الأمراض إليه، لذا يتم مكافحتها بالمبيدات.

## معرض صور

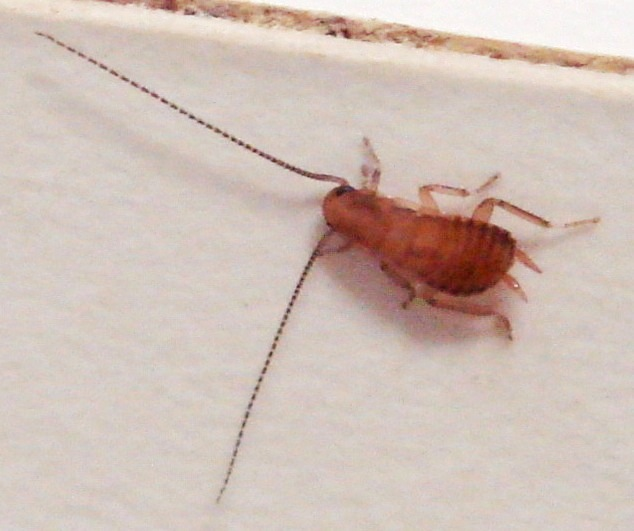
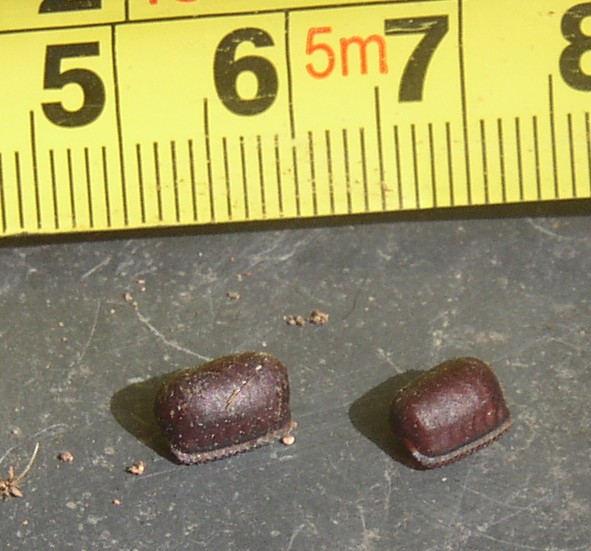
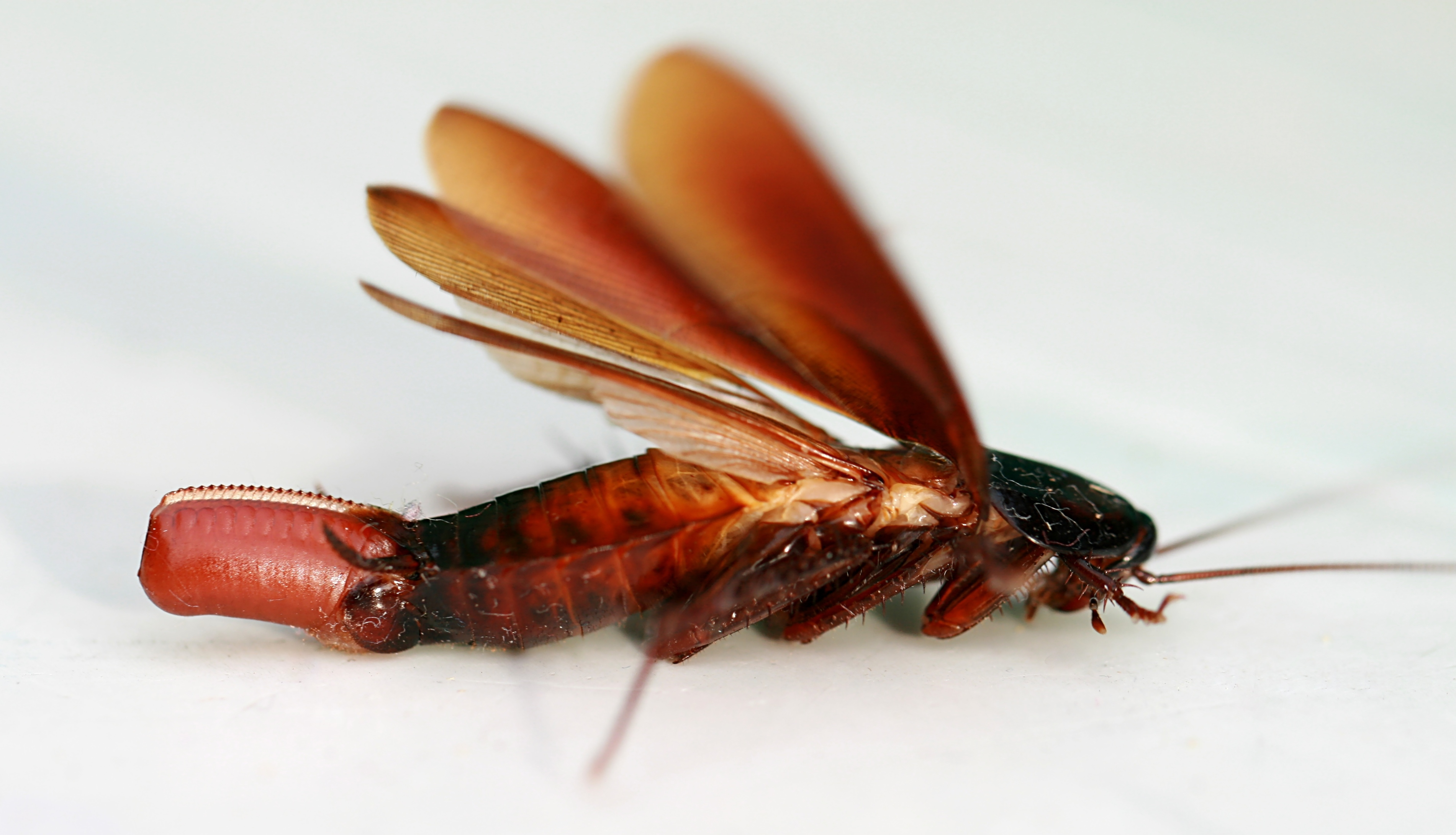